# Uceda (kommunhuvudort)
Uceda är en kommunhuvudort i Spanien.   Den ligger i provinsen Provincia de Guadalajara och regionen Kastilien-La Mancha, i den centrala delen av landet, 50 km norr om huvudstaden Madrid. Uceda ligger 785 meter över havet och antalet invånare är 1 763.
Terrängen runt Uceda är kuperad norrut, men söderut är den platt. Runt Uceda är det ganska tätbefolkat, med 65 invånare per kvadratkilometer. Närmaste större samhälle är El Molar, 15,6 km sydväst om Uceda. Trakten runt Uceda består till största delen av jordbruksmark.